# Razza violenta
Razza violenta è un film del 1984 diretto da Fernando Di Leo.
Pellicola d'azione italiana, penultima direzione dal regista pugliese Di Leo.

## Trama
Mike, Kirk e Polo sono tre soldati e amici, reduci della guerra del Vietnam. I primi due però lavorano come agenti per la CIA, mentre il terzo è diventato un boss del narcotraffico in Oriente. Quando l'Agenzia ordina a Mike e Kirk d'intervenire personalmente per stroncare il traffico di droga messo in piedi da Polo, i destini dei tre ex commilitoni s'incroceranno nuovamente, ma questa volta su fronti opposti.

## Produzione
Sebbene sia ambientato tra Stati Uniti d'America e Laos, il film venne girato quasi interamente nella campagna romana.